# Écorégions du Québec

Aires approximatives des écorégions du World Wildlife Fund
1. Toundra du Moyen-Arctique
2. Toundra du Bas-Arctique
3. Toundra des monts Torngat
4. Taïga de l'Est du Bouclier canadien
5. Taïga du Sud de la Baie d'Hudson
6. Forêts centrales du Bouclier canadien
7. Forêts de l'Est du Canada
8. Forêts transitionnelles de l'Est
9. Forêts des basses-terres de l'Est des Grands Lacs
10. Forêts de la Nouvelle-Angleterre et de l'Acadie
11. Forêts des basses-terres du Golfe du Saint-Laurent

Les écorégions du Québec sont les régions écologiques, aussi appelées biomes ou écozones terrestres, qui composent le Québec. Selon Campbell (1995), un biome est « un ensemble d’écosystèmes variés caractéristique d’une grande zone biogéographique, nommé d’après la végétation qui y prédomine et se caractérisant par les organismes qui y sont adaptés ».

## Description
L'écorégion est l'expression des conditions écologiques du lieu à l'échelle régionale ou continentale : le climat qui induit le sol, les deux induisant eux-mêmes les conditions écologiques auxquelles vont répondre les communautés des plantes et des animaux du biome en question. Les biomes terrestres sont décrits par la science de la biogéographie.
Le biome est fondamentalement caractérisé par son climat, en particulier températures et précipitations. C'est d'ailleurs la répartition zonale des climats qui a conduit à mettre en évidence la zonation des sol à la fin du XIXe siècle, puis des biomes. D'autres paramètres physiques peuvent intervenir, comme une altitude particulière ou un sol périodiquement submergé par exemple.
En effet, l'eau et les températures dont la répartition à l'échelle du globe est largement conditionnée par la rotation de la Terre sur son axe, sont deux facteurs fondamentaux de détermination d'un climat. Ils présentent, à l'échelle globale et continentale, des variations selon la latitude. 
Cette distribution est par conséquent corrélée avec des bandes de végétation homogènes. Ces bandes latitudinales (observées en premier lieu par Dokoutchaev, père de la pédologie russe), sont appelées zones (du grec Zonê qui veut dire ceinture) et ont donné naissance au concept de zonalité, fondamental en géographie des milieux naturels. 

## Liste des écorégions québécoises
- 1. Toundra du Moyen-Arctique (Nunavik)
- 2. Toundra du Bas-Arctique (Nunavik)
- 3. Toundra des monts Torngat (Nunavik)
- 4. Taïga de l'Est du Bouclier canadien (Nunavik, Eeyou Istchee-Jamésie et Caniapiscau)
- 5. Taïga du Sud de la Baie d'Hudson (Eeyou Istchee-Jamésie)
- 6. Forêts centrales du Bouclier canadien (Eeyou Istchee-Jamésie)
- 7. Forêts de l'Est du Canada
- 8. Forêts transitionnelles de l'Est
- 9. Forêts des basses-terres de l'Est des Grands Lacs
- 10. Forêts de la Nouvelle-Angleterre et de l'Acadie
- et 11. Forêts des basses-terres du Golfe du Saint-Laurent